# Epifidonia
Epifidonia là một chi bướm đêm thuộc họ Geometridae.